# Halls Gap Zoo
Halls Gap Zoo, tidigare Wallaroo Wildlife Park,  är en djurpark i Australien. Den ligger i regionen Northern Grampians och delstaten Victoria, omkring 220 kilometer väster om delstatshuvudstaden Melbourne.